# Perșe Travnea, Pereiaslav-Hmelnițki
Perșe Travnea (în ucraineană Перше Травня) este un sat în comuna Polohî-Verhunî din raionul Pereiaslav-Hmelnițki, regiunea Kiev, Ucraina.

## Demografie
Componența lingvistică a localității Perșe Travnea
     Ucraineană (98,96%)
     Rusă (1,04%)
Conform recensământului din 2001, majoritatea populației localității Perșe Travnea era vorbitoare de ucraineană (98,96%), existând în minoritate și vorbitori de rusă (1,04%).